# Mon ami Pierre
Pour plus de détails, voir Fiche technique et Distribution.
Mon ami Pierre est un film documentaire français réalisé par Louis Félix et Paula Neurisse, sorti en 1951.

## Synopsis
La vie de Pierre, le capitaine, et de l'équipage du chalutier Francs-tireurs de Concarneau, « vingt jours sur mer et deux jours à terre... ».

## Fiche technique
- Titre : Mon ami Pierre
- Réalisation : Louis Félix et Paula Neurisse
- Commentaire : Jean-Pierre Chabrol, dit par Yves Montand
- Photographie : Louis Félix et Paula Neurisse
- Montage : Louis Félix et Paula Neurisse
- Musique : Joseph Kosma, interprétée par le Trio Raisner
- Production : Procinex[2]
- Pays :  France
- Genre : documentaire
- Durée : 20 minutes
- Date de sortie : 1951 (présentation au festival de Venise)

## Distribution
- Yves Montand : voix

## À propos du film
Le générique précise que le film est dédié aux « 16 hommes du Gay-Lussac avec lesquels nous avons parlé par radio, là-bas, du côté de la Grande Sole. 16 hommes péris en mer. Et à tous leurs camarades innombrables qui poursuivent au large des froides côtes d'Irlande et de Norvège l'éternel voyage entre deux eaux ».

## Récompense
- Premier prix ex æquo du court métrage - section travail - au Festival de Venise 1951

## Sélection
- Festival de Douarnenez Gouel ar filmoù 2007[3]